# محاصره صفد (۱۱۸۸)
محاصره صفد (انگلیسی: Siege of Safed) در نوامبر و دسامبر ۱۱۸۸ میان توسط نیروهای صلاح‌الدین ایوبی و برادرش سیف‌الدین العادل در برابر نیروهای مدافع صفد، شوالیه‌های معبد و مهمان‌نواز، به وقوع پیوست که با پیروزی نیروهای ایوبی همراه بود.